# Sergio Ibarra
Sergio Ramón Ibarra Guzmán (Río Cuarto, 11 de enero de 1973), apodado como el Checho, es un exfutbolista, ex director técnico y presentador deportivo argentino nacionalizado peruano. En su carrera futbolística, se desempeñó como delantero y su último equipo fue el San Simón de Moquegua.
Posee la nacionalidad peruana, ya que casi toda su carrera la ha realizado en dicho país. A pesar de no tener grandes atributos técnicos, demuestra oportunismo y efectividad como delantero, terminando siempre entre los goleadores del campeonato peruano cada año aparte en el juego demuestra una gran habilidad para ganar a sus contrincantes y efectividad al cabecear, siendo el máximo goleador histórico de la primera división del fútbol peruano.
Luego de haber jugado por más de 12 clubes peruanos, y con 275 goles, Ibarra colgó los chimpunes a los 41 años de edad para formar parte del cuerpo técnico del club Cienciano en el 2015.
En la actualidad, es conductor del programa deportivo Latina deportes, del canal Latina Televisión, rol en el que se desempeña desde 2019, y participante del programa El gran chef famosos.

## Trayectoria
El Checho, como lo apodan actualmente (el Manteca en la década de 1990), comenzó su carrera en el Club Sportivo y Biblioteca Atenas, de la ciudad de Río Cuarto, equipo del ascenso argentino.
Llegó al Perú para jugar en la segunda división peruana por el Ciclista Lima. En 1993 jugó en la primera división peruana por el Alianza Atlético Sullana hasta el año 1996, anotando 24 goles. Luego pasaría a ser parte de Deportivo Municipal, donde anotó trece goles. En 1998 fue contratado por el Sport Boys hasta el año 1999, anotando 19 goles. 
En la primera década del siglo xxi, Ibarra siguió jugando por diversos equipos de la primera división peruana, resultando siempre goleador del equipo al que llegaba. Su gol número 100 en el fútbol peruano lo haría con Universitario a Cienciano, en el Monumental, cuadro con el que conseguiría el máximo título en su carrera.
En la temporada 2004, fue parte del Club Cienciano, con quién conseguiría el título de la Recopa Sudamericana 2004, venciendo por penales al cuadro argentino Boca Juniors.
Hasta finales de 2007, registraba 194 goles, faltándole solo 2 goles para ser el máximo goleador de la primera división del Perú y superar al peruano Oswaldo Ramírez, que registraba 195 en torneos locales.
En el año 2008, recaló en el FBC Melgar de Arequipa, convirtiéndose en el máximo goleador histórico del fútbol peruano con esa camiseta. En el club rojinegro marcó veinte goles. Posteriormente se trasladó a Chiclayo para jugar por el Juan Aurich, donde anotó quince goles. En la temporada 2010, regresó a Cienciano del Cusco, club con el que había obtenido un título internacional. No obstante, la fuerte crisis que atravesaba la institución cusqueña hizo que Ibarra sea al mismo tiempo jugador y entrenador del equipo. El 11 de mayo de 2010, debutó en el banquillo rojo ganándole por 2-1 a Alianza Lima, que pocos días atrás había sido eliminado en octavos de final de la Copa Libertadores 2010.
Hasta el año 2012, Ibarra registraba un total de 260 goles en torneos locales en el Perú, el 2013 anotó 16 goles. Se encuentra entre los máximos goleadores activos de primera división en torneos locales a nivel mundial con 276 goles, superando a jugadores como Thierry Henry y Sebastián Abreu.
Su retiro fue con camiseta de San Simón en el año 2014.

## Clubes

### Como jugador
| Club                    | País        | Año       | PJ | Goles |
| ----------------------- | ----------- | --------- | -- | ----- |
| Sportivo Atenas         | Argentina   | 1991      | -  | -     |
| Ciclista Lima           | Perú        | 1992      | 13 | 6     |
| Alianza Atlético        | Perú        | 1993-1996 | 96 | 25    |
| Deportivo Municipal     | Perú        | 1997      | 22 | 13    |
| Sport Boys              | Perú        | 1998-1999 | 68 | 19    |
| Deportivo Wanka         | Perú        | 2000      | 28 | 16    |
| Águila                  | El Salvador | 2000      | 20 | 12    |
| Universitario           | Perú        | 2001      | 41 | 14    |
| Alianza Atlético        | Perú        | 2002      | 39 | 22    |
| Unión Huaral            | Perú        | 2003      | 15 | 7     |
| Estudiantes de Medicina | Perú        | 2003      | 29 | 9     |
| Cienciano               | Perú        | 2004-2005 | 82 | 44    |
| Qingdao Zhongneng       | China       | 2005      | 6  | 1     |
| Once Caldas             | Colombia    | 2006      | 15 | 2     |
| José Gálvez FBC         | Perú        | 2006      | 23 | 10    |
| Sport Boys              | Perú        | 2007      | 31 | 11    |
| FBC Melgar              | Perú        | 2008      | 46 | 20    |
| Juan Aurich             | Perú        | 2009      | 32 | 15    |
| Cienciano               | Perú        | 2010-2011 | 51 | 17    |
| Sport Huancayo          | Perú        | 2012-2013 | 75 | 30    |
| San Simón               | Perú        | 2014      | 5  | 0     |

### Como entrenador
| Club              | País  | Año       | PD | PG | PE | PP | Rendimiento |
| ----------------- | ----- | --------- | -- | -- | -- | -- | ----------- |
| Cienciano (int.)  | Perú  | 2010      | 9  | 5  | 2  | 2  | 33.33%      |
| Deportivo Coopsol | Perú  | 2017      | 19 | 9  | 4  | 5  | 33.33%      |
| Cienciano         | Perú  | 2017-2018 | 22 | 10 | 5  | 7  | 33.33%      |
| Total             | Total | Total     | 50 | 24 | 11 | 15 | 54.47%      |

### Como asistente técnico
| Club              | País | Año       |
| ----------------- | ---- | --------- |
| Club Cienciano    | Perú | 2014-2015 |
| Deportivo Coopsol | Perú | 2016      |

## Estadísticas

### Resumen Estadístico
| Competición           | Partidos | Goles | Promedio |
| --------------------- | -------- | ----- | -------- |
| Primera División      | 713      | 276   | 0,39     |
| Segunda División      | 18       | 6     | 0,33     |
| Copas nacionales      | 6        | 1     | 0,16     |
| Copas internacionales | 20       | 6     | 0,30     |
| Total                 | 757      | 289   | 0,38     |

#### Hat-tricks
| Partidos en los que anotó tres goles o más | Partidos en los que anotó tres goles o más | Partidos en los que anotó tres goles o más | Partidos en los que anotó tres goles o más | Partidos en los que anotó tres goles o más | Partidos en los que anotó tres goles o más | Partidos en los que anotó tres goles o más | Partidos en los que anotó tres goles o más | Partidos en los que anotó tres goles o más | Partidos en los que anotó tres goles o más |
| N.º                                        | Fecha                                      | Resultados                                 | Resultados                                 | Resultados                                 | Resultados                                 | Lugar                                      | Estadio                                    | Temporada / Competición                    | Temporada / Competición                    |
| ------------------------------------------ | ------------------------------------------ | ------------------------------------------ | ------------------------------------------ | ------------------------------------------ | ------------------------------------------ | ------------------------------------------ | ------------------------------------------ | ------------------------------------------ | ------------------------------------------ |
| 1                                          | 14-03-1998                                 | Sport Boys                                 | 4                                          | 0                                          | Deportivo Pesquero                         | Callao                                     | Miguel Grau                                | 1998                                       | Campeonato Descentralizado                 |
| 2                                          | 29-06-2005                                 | Cienciano                                  | 3                                          | 1                                          | Alianza Lima                               | Cusco                                      | Garcilaso de la Vega                       | 2005                                       | Campeonato Descentralizado                 |
| 3                                          | 06-05-2012                                 | Sport Huancayo                             | 3                                          | 0                                          | Cobresol                                   | Huancayo                                   | Huancayo                                   | 2012                                       | Campeonato Descentralizado                 |

## Palmarés

### Como jugador

#### Campeonatos nacionales
| Título          | Club           | País        | Año  |
| --------------- | -------------- | ----------- | ---- |
| Torneo Apertura | Águila         | El Salvador | 2000 |
| Torneo Apertura | Club Cienciano | Perú        | 2005 |

#### Copas internacionales
| Títulos             | Club           | Sede            | Año  |
| ------------------- | -------------- | --------------- | ---- |
| Recopa Sudamericana | Club Cienciano | Fort Lauderdale | 2004 |

#### Distinciones personales
| Distinción                                                                  | Año      |
| --------------------------------------------------------------------------- | -------- |
| Máximo goleador del Torneo Clausura (diez goles), primera división del Perú | 2005     |
| Goleador histórico de la primera división del Perú                          | Presente |
| Premio DT a la trayectoria                                                  | 2013     |